# 브리타니아
브리타니아(라틴어: Britannia)는 고대 로마 시대에 오늘날 영국의 그레이트브리튼섬을 이르던 말이자, 로마 제국의 브리타니아 정복 이후 로마 제국의 속주의 이름이다.
브리타니아라는 이름은 원래 이 섬의 원주민인 켈트족 계통의 브리튼인에서 따왔다고 한다. 로마군의 침입 이전인 철기 시대에도 유럽 대륙과 접촉하였지만 본격적인 문명화는 로마의 침공 이후에 일어났다.
기원전 55년, 기원전 54년 두 차례에 걸쳐 로마 장군 가이우스 율리우스 카이사르의 공략을 받았으나, 당시에는 갈리아의 지배를 위한 방어적 성격의 일시적인 침공으로 그쳤다.
그 후 1세기 중엽 클라우디우스 황제 때 중남부 지역이 다시 로마군의 침공을 받아 로마의 속주가 되고, 1세기 말 도미티아누스 황제 통치 시에는 스코틀랜드와 서부 지역이 로마에 정복되어 이 지역에 대한 로마의 지배권이 강력해졌다.
하드리아누스 황제는 스코트족의 침입을 막기 위해 하드리아누스 방벽을 구축하였고 그 이후로는 더 이상 북쪽에 대한 정복을 시도하지는 않았다. 410년 로마군이 철수함으로써 이 지역은 앵글로족과 색슨족의 무대가 되었다.
또한, 로마의 침공 당시 로마인들은 43년에 지금의 템즈강 유역에 요새를 건설했는데, 그 요새의 이름이 론디니움(Londinium)이었다. 훗날 론디니움은 지금 영국의 수도인 런던의 어원이다.

## 같이 보기
- 브리튼 제도의 역사